# Anel de polinômios
O anel de polinômios com coeficientes em um anel qualquer e qualquer número de indeterminadas é a generalização dos anéis como {\displaystyle \mathbb {R} [x]\,}, dos polinômios com coeficientes reais p(x) = a0 + a1 x + ... + an xn.
De forma genérica, para definir-se o anel dos polinômios precisa-se:
- um anel A dos coeficientes;
- um conjunto S das indeterminadas.

As indeterminadas aqui tem um significado puramente abstrato, não sendo exigido que S tenha nenhuma estrutura. Assim, é conveniente que S seja um conjunto de símbolos, e (para evitar ambiguidades) que seja disjunto de A.
Um polinômio com coeficientes em A e indeterminadas em S pode ser:
- o polinômio nulo, denominado 0 (exceto quando haja necessidade de fazer alguma diferença entre este polinômio e o elemento neutro de A; neste caso, podem-se usar índices para marcar a diferença entre eles: 0A e 0A[S]).
- os monômios, que são representados pela justaposição de um elemento (não-nulo) de A seguido de um número finito de elementos de S (podendo ser nenhum) elevados a uma potência inteira positiva. Por exemplo, se {\displaystyle 2\in A\,} e S = {x, y}, então 2, 2 x1 e 2 x² y³ são monômios. Aqui é importante notar que os produtos de potências de S comutam, por exemplo, 2 x² y³ = 2 y³ x². Quando a potência for um, representa-se o monômio sem este valor: 2 x² y1 = 2 x² y.
- uma soma de dois ou mais monômios (mas sempre uma quantidade finita), em que a parte indeterminada de todas parcelas são diferentes. Novamente, esta soma é comutativa, de forma que duas somas que diferem por uma permutação das parcelas são iguais.

O anel de polinômios é este conjunto A[S] com duas operações de soma de polinômios e produto de polinômios, definidas de forma que:
- o polinômio nulo é elemento neutro aditivo
- A[S] é um anel
- o produto de monômios se comporta como se as indeterminadas comutassem entre si, e que o produto de xn e xm seja xn + m

Existem várias formas equivalentes de criar modelos para A[S], por exemplo o conjunto {\displaystyle A[S]} de todos os objetos
{\displaystyle \sum _{i=1}^{m}a_{i}x_{1}^{k_{i_{1}}}\cdots x_{n}^{k_{i_{n}}}},[1]
onde {\displaystyle a_{1},\ldots ,a_{m}\in A}, {\displaystyle x_{1},\ldots ,x_{n}\in S}, cada {\displaystyle n}-tupla{\displaystyle (k_{i1},\ldots ,k_{in})} de números inteiros positivos é diferente para diferente valor de {\displaystyle i}, pode servir de modelo para o anel de polinômios com indeterminadas em {\displaystyle S} sobre {\displaystyle A}.
É importante notar que essa expressão é puramente formal, não significando nenhuma operação interna dos elementos de S. No caso particular em que m = 0, temos o polinômio nulo, também representado por 0. No caso particular m = 1, temos um monômio. No caso particular m = 1 e n = 0, temos um elemento de A sendo usado para representar um elemento de A[S].

## Introdução
Os polinômios mais conhecidos são os que têm coeficientes inteiros. Por exemplo, tomando {\displaystyle A} como o anel {\displaystyle \mathbb {Z} } e {\displaystyle ~S=\{x,y\}}, um elemento de {\displaystyle \mathbb {Z} [S]} pode ser
{\displaystyle ~4x^{3}y-5xy^{2}+3y^{3}}. [2]
Note-se que, se bem que o conjunto de indeterminadas {\displaystyle S} possa ser um conjunto infinito, cada polinômio contém um número finito de termos.
Se {\displaystyle S=\{x_{1},\ldots ,x_{n}\}}, então se pode escrever {\displaystyle A[x_{1},\ldots ,x_{n}]} no lugar de {\displaystyle A[S]}. Assim, {\displaystyle A[x]} é um anel de polinômios em uma só indeterminada {\displaystyle x}.
Pode notar-se facilmente que cada elemento de {\displaystyle a\in A} é refletido em {\displaystyle A[S]} como o monômio a.
É possível mostrar que A é um sub-anel de A[S] (mais precisamente, A é isomorfo a um sub-anel de A[S]).

## Propriedades fundamentais
Fatos de interesse sobre anéis de polinômios têm que ver com as propriedades do mesmo a partir do anel no que têm seus coeficientes. Por exemplo, quando {\displaystyle A} é um domínio de integridade, {\displaystyle A[S]} também o é, e as unidades de {\displaystyle A[S]} são as mesmas que as de {\displaystyle A}. Pelo contrário {\displaystyle A[S]} nunca será um corpo, não importando que {\displaystyle A} o seja ou não, pois ainda que as unidades de {\displaystyle A[S]} sejam as mesmas que as de {\displaystyle A}, {\displaystyle A} é tão somente um sub-anel de {\displaystyle A[S]}. Entretanto, o anel {\displaystyle A[S]} é um domínio de integridade se {\displaystyle A} o é, logo, dado o caso, se pode construir o corpo de quocientes de {\displaystyle A[S]} (i.e. o corpo de frações de polinômios), que se nota comumente por {\displaystyle A(S)}.
Os coeficientes dos polinômios de um anel {\displaystyle A[S]} podem tomar-se não somente como os elementos de {\displaystyle A}. Na prática, podemos fazer agrupamentos do tipo
{\displaystyle ~4x^{2}y^{3}-5xy^{2}+2zy=(4x^{2})y^{3}-(5x)y^{2}+2zy}
e estas também devem fazer-se em um anel de polinômios {\displaystyle A[S]}. Para ele se separam os elementos de {\displaystyle S} em dois conjuntos disjuntos, digamos {\displaystyle R} e {\displaystyle T}, logo o anel de polinômios {\displaystyle A[R][T]} tem coeficientes no anel de polinômios {\displaystyle A[R]} e indeterminadas em {\displaystyle T\subset S}.
Se {\displaystyle A} é um anel e {\displaystyle R\subseteq S}, claramente {\displaystyle A[R]} é um sub-anel de {\displaystyle A[S]}.
Seja {\displaystyle A} um anel unitário. Todo polinômio não nulo de {\displaystyle A[x]} cujo coeficiente diretor seja uma unidade pode dividir euclidianamente a qualquer outro polinômio de {\displaystyle A[x]} e o grau do resto é estritamente menor que o grau do divisor. Ou seja, se {\displaystyle D} y {\displaystyle d} são polinômios de {\displaystyle A[x]} não nulos, como o coeficiente diretor de {\displaystyle d} uma unidade de {\displaystyle A}, então existem polinômios {\displaystyle c} e {\displaystyle r} de {\displaystyle A[x]} tais que
{\displaystyle ~D=dc+r}|med=con|der={\displaystyle \mathrm {grad} \,r<\mathrm {grad} \,d}.
Assim, para que a divisão de polinômios seja sempre possível em um anel de polinômios {\displaystyle A[x]}, {\displaystyle A} deve ser um corpo (i.e. todo elemento de A deve ser uma unidade), e se assim sucede {\displaystyle A[x]} será um domínio euclidiano. Um fato muito importante é que um anel de polinômios {\displaystyle A[x]} é um domínio de ideais principais (DIP) se e somente se {\displaystyle A} é um corpo. Posto que todos os domínios euclidianos são DIPs, temos que {\displaystyle A[S]} não é um domínio euclidiano se {\displaystyle S} contém mais de um elemento, pois {\displaystyle A[S]=A[S\setminus \{x\}][x]}, e {\displaystyle A[S\setminus \{x\}]} nunca é um corpo e portanto tampouco um DIP.

## Definição formal

### Os monômios puros
A definição formal dos anéis de polinômios parte da definição dos monômios puros (sem coeficientes em um anel). Note-se que se {\displaystyle S} é um conjunto e, por exemplo, {\displaystyle x,y,z\in S}, um monômio a partir de {\displaystyle S} pode ser
{\displaystyle ~x^{2}yz^{3}}. [3]
No monômio puro anterior, cada um dos elementos {\displaystyle x,y,z\in S} tem um expoente natural. Portanto, podemos considerar a cada monômio com indeterminadas em {\displaystyle S} como uma aplicação {\displaystyle u:S\longrightarrow \mathbb {N} } (aqui e no resto do artigo consideramos que {\displaystyle \mathbb {N} } inclui o zero). O monômio [3] seria entendido então como a aplicação {\displaystyle u} dada por {\displaystyle u(x)=2}, {\displaystyle u(y)=1}, {\displaystyle u(z)=3} e onde {\displaystyle u} se anula para todos os demais elementos (se estes existem) de {\displaystyle S}. Observar que um monômio puro é o produto de um número finito de indeterminadas. Ainda que {\displaystyle S} seja infinito, podemos obter um monômio {\displaystyle u} fazendo que {\displaystyle u(s)} seja nulo para todas aquelas indeterminadas que não queremos que apareçam no monômio. Por exemplo, se {\displaystyle S=\{x,y,z\}}, o monômio
{\displaystyle ~x^{4}y^{2}} [4]
se corresponde com a aplicação {\displaystyle u} dada por {\displaystyle u(x)=4}, {\displaystyle u(y)=2} e {\displaystyle u(z)=0}.
Em vista das considerações anteriores, a definição de um conjunto de monômios puros tem de ser a seguinte:
Definição
Seja {\displaystyle S} um conjunto. O conjunto dos monômios puros com indeterminadas em {\displaystyle S}, representado por {\displaystyle M}, é o conjunto de todas as aplicações {\displaystyle u:S\longrightarrow \mathbb {N} } tais que o conjunto {\displaystyle \{s\in S\mid u(s)\neq 0\}} é finito.
(1)
Se {\displaystyle u,v\in M}, se definem as aplicações {\displaystyle ~u+v} e {\displaystyle ~ku}, onde {\displaystyle k\in \mathbb {N} }, mediante
{\displaystyle ~(u+v)(s)=u(s)+v(s)}   e   {\displaystyle ku(s)=k\left(u(s)\right)}
para todo {\displaystyle s\in S}.
Estas aplicações estão bem definidas, e claramente {\displaystyle u+v\in M} e {\displaystyle ku\in M}. Vemos pois que se {\displaystyle u,v} são aplicações de {\displaystyle M}, {\displaystyle u+v} se interpreta como o produto dos monômios puros representados por {\displaystyle u} e {\displaystyle v}, e se {\displaystyle k} é um número natural, {\displaystyle ku} se interpreta como a potência {\displaystyle m}-ésima do monômio puro representado por {\displaystyle u}.
Note-se que o monômio puro {\displaystyle e} de {\displaystyle M} que toma constantemente o valor 0 é tal que
{\displaystyle u+e=e+u=u}   e   {\displaystyle ke=ek=e}
para todo {\displaystyle u\in M}. Assim, este monômio se representa pelo mesmo símbolo 0.
Observe-se que o elemento {\displaystyle x\in S} se interpreta em {\displaystyle M}, claramente, como a aplicação {\displaystyle ~\epsilon _{x}} que vale 1 em {\displaystyle x} e 0 em qualquer outro caso. Nestos termos qualquer monômio puro {\displaystyle u} de {\displaystyle M} pode escrever-se como
{\displaystyle u=u(x_{1})\epsilon _{x_{1}}+\cdots +u(x_{n})\epsilon _{x_{n}}} [5]
onde {\displaystyle x_{1},\ldots ,x_{n}\in S} são os elementos de {\displaystyle S} para os quais a aplicação {\displaystyle u} não se anula (por definição, estes elementos são sempre um número finito).  Claramente, cada termo
{\displaystyle u(x_{i})\epsilon _{x_{i}}} [6]
de [5] representa o fator {\displaystyle x_{i}^{u(x_{i})}} no monômio puro representado por {\displaystyle u}. Ou seja, [5] se entende como o monômio puro
{\displaystyle x_{1}^{u(x_{1})}\cdots x_{n}^{u(x_{n})}}.    [7]

### Polinômios com coeficientes em um anel
Para dar andamento à definição de um anel de polinômios, observemos que um polinômio, como [2], é uma soma finita de monômios puros (pre-)multiplicados por coeficientes em um anel (no caso de [2] os coeficientes são inteiros). Assim, por exemplo, é suficiente associar o polinômio [2] com uma aplicação {\displaystyle p:M\longrightarrow \mathbb {Z} }, onde {\displaystyle S=\{x,y\}}, tal que {\displaystyle p} toma o valor do coeficiente correspondente quando se valora em um monômio {\displaystyle u\in M}.
Em vista disto temos:
Sejam {\displaystyle S} um conjunto, {\displaystyle A} um anel e {\displaystyle M} o conjunto de monômios puros da definição [1]. O anel de polinômios com indeterminadas em {\displaystyle S} sobre {\displaystyle A} é o conjunto {\displaystyle A[S]} de todas as aplicações {\displaystyle p:M\longrightarrow A} tais que o conjunto {\displaystyle \{u\in M\mid p(u)\neq 0\}} é finito.
Podemos considerar agora os monômios com coeficientes no anel {\displaystyle A} como casos especiais de polinômios. Se {\displaystyle A} é unitário, então podemos considerar o polinômio {\displaystyle p} que vale 1 em {\displaystyle u} e 0 em qualquer outro caso como o próprio monômio puro {\displaystyle u}. Para ver-se que, na realidade, tanto {\displaystyle S} como {\displaystyle A} são, do ponto de vista algébrico, um subconjunto de {\displaystyle A[S]} e que efetivamente {\displaystyle A[S]} é um anel que contém {\displaystyle A} como um sub-anel, é necessário definir as operações de anel sobre {\displaystyle A[S]}.

### Operações sobreA[S]{\displaystyle A[S]}

#### Definições
A adição sobre {\displaystyle A[S]} claramente pode ser definida assim:
Sejam {\displaystyle p,q} polinômios de {\displaystyle A[S]}. Se define {\displaystyle p+q} como a aplicação dada por
{\displaystyle ~(p+q)(u)=p(u)+q(u)} 8
para todo monômio puro {\displaystyle u\in M}. Fica claro que {\displaystyle p+q\in A[S]}.
Esta definição se interpreta como a redução dos termos semelhantes (i.e. os coeficientes de um mesmo monômio {\displaystyle u}) de {\displaystyle p} e {\displaystyle q}.
Quando multiplicamos polinômios, costumamos somar os termos semelhantes que surjam no produto para obter um polinômio o mais reduzido possível. Em vista disto, temos a definição da multiplicação em {\displaystyle A[S]}:
Sejam {\displaystyle p,q} polinômios de {\displaystyle A[S]}. Se define {\displaystyle pq} como a aplicação dada por
{\displaystyle ~pq(u)=\sum _{s+t=u}p(s)q(t)}    '[9]
para todo monômio puro {\displaystyle u\in M}. O membro direito de [9] é a soma de todos os produtos {\displaystyle p(s)q(t)} tais que {\displaystyle s+t=u}. A aplicação {\displaystyle pq} é claramente um polinômio de {\displaystyle A[S]}.

#### Propriedades de anel
A respeito das operações de adição e multiplicação, segundo tem sido definidas, o conjunto {\displaystyle A[S]} cumpre com que:
{\displaystyle A[S]} é um anel Se {\displaystyle A} é um anel e {\displaystyle S} é um conjunto então {\displaystyle A[S]} é um anel.